# Aeonium sedifolium

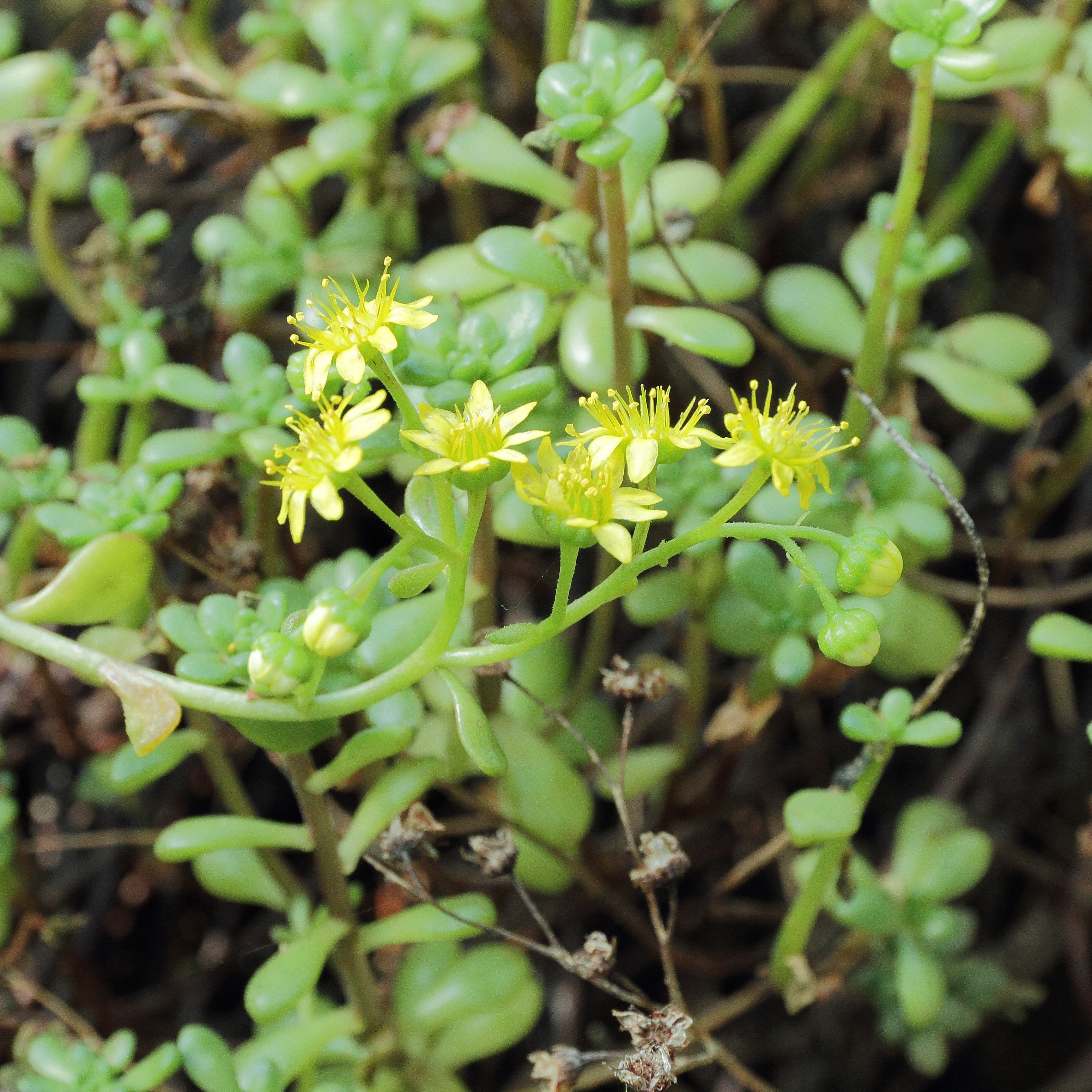
A. sedifolium (detalhe da planta em flor).

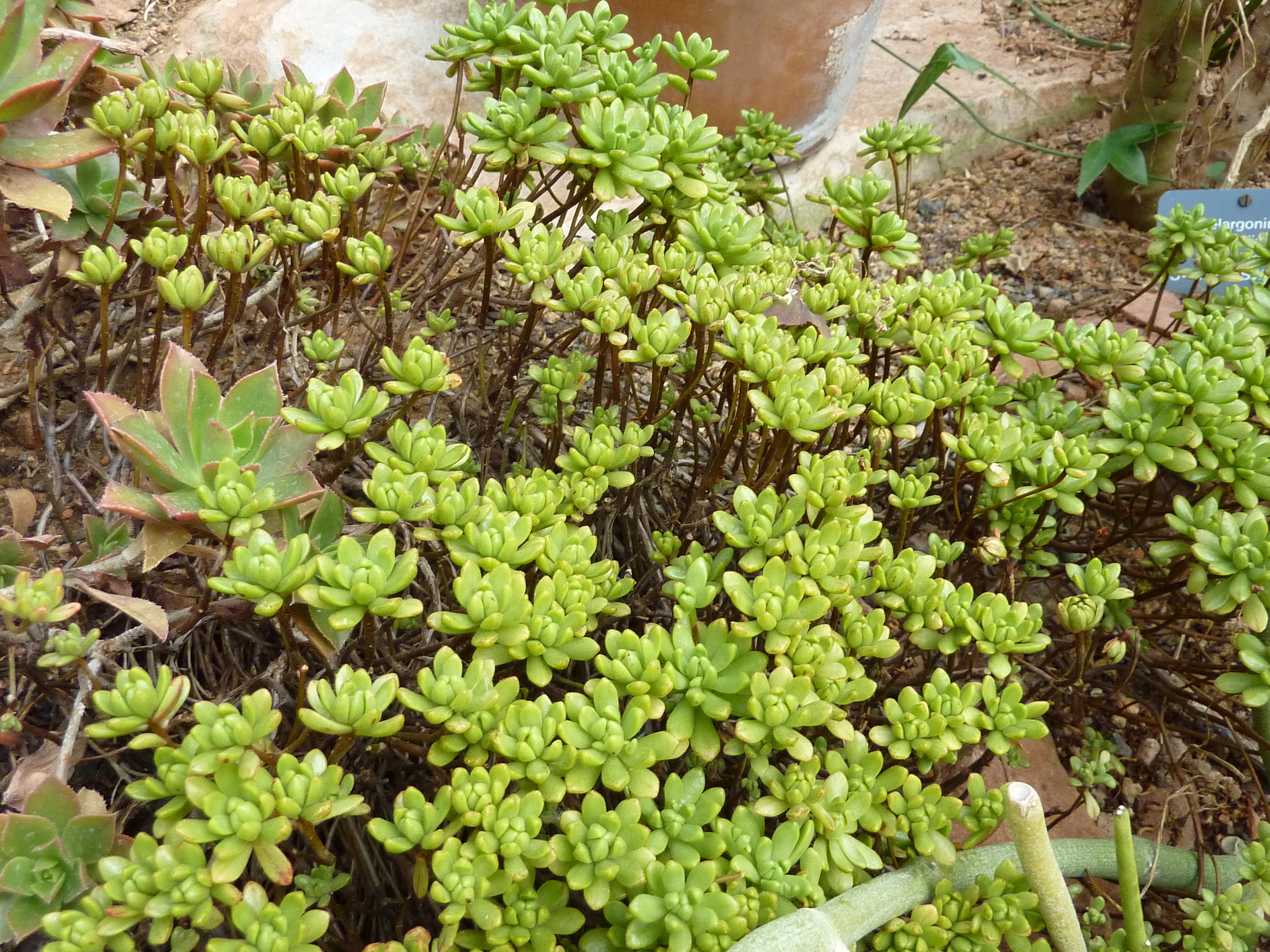
A. sedifolium (detalhe das folhas).

Aeonium sedifolium (Webb ex Bolle) Pit. & L.Proust é uma espécie de planta perene com folhas suculentas pertencente ao género Aeonium da família das crassuláceas. A espécie é um endemismo das ilhas de Tenerife e La Palma nas ilhas Canárias.

## Descrição
A espécie A. sedifolium pertence ao grupo de espécies arbustivas pequenas actualmente integradas nos género Aeonium (anteriormente consideradas no género Sempervivum), alcançando 40 cm de altura, com caules ramificados e folhas curtas e acahtadas com 1–2 cm de comprimento.
Diferencia-se das outras espécies do mesmo grupo porque apresenta folhas muito carnudas, com listas avermelhadas, e por ter flores de coloração amarela brilhante.
Aeonium sedifolium foi descrita por Philip Barker Webb ex Carl August Bolle e publicado em Isles Canaries 193. 1909. A etimologia do nome genérico Aeonium vem do nome latino aplicado por Dioscórides a uma planta carnuda, vocábulo provavelmente derivada do grego aionion, que significa "sempre viva". O epíteto específico sedifolium procede de sedum, uma referência a um outro género incluído na família Crassulaceae, e folius, que significa "folhagem", uma referência à semelhança morfológica das folhas desta espécie com as folhas típicas das espécies do género Sedum.
A grande variação morfológica da espécie levou a variada sinonímia:
- Aichryson sedifolium Webb ex Bolle (basónimo)
- Sempervivum masferreri Hillebr.
- Sempervivum sedifolium (Webb et Bolle) Christ
- Greenovia sedifolia (Webb ex Bolle) Webb[5][6]